# Dee-Piedmont-Gletscher
Der Dee-Piedmont-Gletscher ist ein Vorlandgletscher an der Fallières-Küste des Grahamlands auf der Antarktischen Halbinsel. Er liegt zwischen dem Gebirgskamm Pavie Ridge und der Mündung des Clarke-Gletschers an der Ostseite der Mikkelsen Bay.
Teilnehmer der British Graham Land Expedition (1934–1937) nahmen ebenso wie der Falkland Islands Dependencies Survey (1948–1950) Vermessungen vor. Trimetrogonaufnahmen entstanden im November 1947 bei der US-amerikanischen Ronne Antarctic Research Expedition (1947–1948). Das UK Antarctic Place-Names Committee benannte den Gletscher 1962 nach dem englischen Mathematiker John Dee (1527–1608), der 30 Jahre lang Navigationsmethodik in einer Zeit verstärkter englischer Expansionsbestrebungen lehrte.